# Retrophyllum vitiense
Retrophyllum vitiense — вид хвойних рослин родини Подокарпових.

## Поширення, екологія
Країни поширення: Фіджі; Індонезія (Молуккські острови, Папуа); Папуа Нова Гвінея (архіпелаг Бісмарка); Соломонові Острови (Санта-Круз); Вануату. Росте тільки у тропічних низовинних і тропічних нижньогірських лісах і лісів хребтів. Діапазон висот від поблизу рівня моря до 1800 м.

## Опис
Дерево до 43 м у висоту і 130 см у діаметрі, з розкидистою кроною з повислими гілками. Кора червонувато-коричнева; вивітрюючись, стає сірою, лущиться. Листя на довгих пагонах, лускоподібне, трикутне, не згинається, 1–2 мм завдовжки. Листя на укорочених пагонах розмішене у два ряди, 15–30 мм завдовжки (40 мм на неповнолітніх рослинах), гостре, округле. Пилкові шишки 15–20 × 2–2,5 мм. Насіннєві шишки поодинокі на 6–10-міліметрових стеблах, 10–15 × 8–13 мм, насіння вкрите покриттям, яке після дозрівання темно-червоне.

## Використання
У деяких частинах ареалу це цінна порода деревини, що часто вирубується і використовуються для будівництва. На Фіджі деревом торгують і використовують для важких конструкцій зовнішніх робіт.

## Загрози та охорона
Цьому виду загрожують вирубки тропічних лісів низовини в деяких частинах ареалу; кількісна оцінка впливу на основі наявної інформації неможлива. Вид відомий з кількох охоронних природних територій в межах його ареалу.